# Themacrys cavernicola
Espèce
Synonymes
- Haemilla cavernicola Lawrence, 1939

Themacrys cavernicola est une espèce d'araignées aranéomorphes de la famille des Phyxelididae.

## Distribution
Cette espèce se rencontre en Afrique du Sud au KwaZulu-Natal et au Mpumalanga et au Lesotho,.

## Description
Le mâle syntype mesure 11,5 mm.
Le mâle décrit par Griswold en 1990 mesure 7,69 mm et la femelle 13,88 mm, les mâles mesurent de 7,69 à 11,13 mm et les femelles de 10,63 à 13,88 mm.

## Systématique et taxinomie
Cette espèce a été décrite sous le protonyme Haemilla cavernicola par Lawrence en 1939. Elle est placée dans le genre Themacrys par Lehtinen en 1967.

## Publication originale
- Lawrence, 1939 : « The genus Haemilla (Araneae) in South Africa. » Annals of the Natal Museum, vol. 9, p. 269-281.